# UDP-グルクロン酸デヒドロゲナーゼ (UDP-4-ケト-ヘキサウロン酸脱炭酸)
UDP-グルクロン酸デヒドロゲナーゼ (UDP-4-ケト-ヘキサウロン酸脱炭酸)(UDP-glucuronic acid dehydrogenase (UDP-4-keto-hexauronic acid decarboxylating))は、アミノ糖および糖ヌクレオチド代謝酵素の一つで、次の化学反応を触媒する酵素である。
UDP-グルクロン酸 + NAD+ {\displaystyle \rightleftharpoons } UDP-β-L-threo-ペンタピラノース-4-ウロース + CO2 + NADH + H+
この酵素の基質はUDP-グルクロン酸とNAD+で、生成物はUDP-β-L-threo-ペンタピラノース-4-ウロース、CO2、NADHとH+である。
この酵素は酸化還元酵素に属し、NAD+またはNADP+を受容体として供与体であるCH-OH基に特異的に作用する。組織名はUDP-glucuronate:NAD+ oxidoreductase (decarboxylating)で、別名にUDP-GlcUA decarboxylase、ArnADHがある。